# Callitrichia
Callitrichia is een geslacht van spinnen uit de familie hangmatspinnen (Linyphiidae).

## Soorten
De volgende soorten zijn bij het geslacht ingedeeld:
- Callitrichia afromontana Scharff, 1990
- Callitrichia aliena Holm, 1962
- Callitrichia cacuminata Holm, 1962
- Callitrichia crinigera Scharff, 1990
- Callitrichia formosana Oi, 1977
- Callitrichia glabriceps Holm, 1962
- Callitrichia hamifera Fage, 1936
- Callitrichia inacuminata Bosmans, 1977
- Callitrichia incerta Miller, 1970
- Callitrichia kenyae Fage, 1936
- Callitrichia marakweti Fage, 1936
- Callitrichia meruensis Holm, 1962
- Callitrichia mira (Jocqué & Scharff, 1986)
- Callitrichia monticola (Tullgren, 1910)
- Callitrichia obtusifrons Miller, 1970
- Callitrichia paludicola Holm, 1962
- Callitrichia pileata (Jocqué & Scharff, 1986)
- Callitrichia pilosa (Jocqué & Scharff, 1986)
- Callitrichia ruwenzoriensis Holm, 1962
- Callitrichia sellafrontis Scharff, 1990
- Callitrichia silvatica Holm, 1962
- Callitrichia simplex (Jocqué & Scharff, 1986)
- Callitrichia taeniata Holm, 1968
- Callitrichia turrita Holm, 1962